# Cagnano Varano
Cagnano Varano es una localidad y comune italiana de la provincia de Foggia, región de Apulia, con 7.742 habitantes.

## Evolución demográfica
| Gráfica de evolución demográfica de Cagnano Varano entre 1861 y 2001 |
|                                                                      |
| Fuente ISTAT - elaboración gráfica de Wikipedia                      |